# Perenniporia phloiophila
Perenniporia phloiophila är en svampart som beskrevs av Gilb. & M. Blackw. 1984. Perenniporia phloiophila ingår i släktet Perenniporia och familjen Polyporaceae.   Inga underarter finns listade i Catalogue of Life.